# 布盧姆鎮區 (堪薩斯州克萊縣)
布盧姆鎮區（英語：Bloom Township）為美國堪薩斯州克萊縣的鎮區。2010年美国人口普查中該鎮區人口有113人。

## 地理
布盧姆鎮區涵蓋面積122.92平方（47.46平方英里），境內無城市設立。

### 墓園
根據美國地質調查局的資料，此鎮區擁有2座墓園：
- 布盧姆墓園（Bloom Cemetery）
- 林肯墓園（Lincoln Cemetery）

### 溪流
通過此鎮區的溪流有：
- 馬爾伯里溪（Mulberry Creek）

## 人口統計
根據2010年美國人口普查，布盧姆鎮區人口有113人，人口密度為0.92人/每平方公里。此鎮區居民之種族有98.23%為白人；0.88%為非裔美洲人；0.88%為美洲原住民；0%為亞洲人；0%為太平洋島民；0%為其他種族；另外有0%為混血種族。而西班牙裔或拉丁裔美洲人佔此鎮區人口的0%。

## 外部連結
- US-Counties.com
- City-Data.com （页面存档备份，存于）